# Lennart Bengtsson (meteorolog)
Olof Lennart Bengtsson, född 5 juli 1935 i Trollhättans församling i Älvsborgs län, är en svensk professor emeritus i dynamisk meteorologi.

## Biografi
Bengtsson blev filosofie kandidat vid Uppsala universitet 1957, filosofie magister i Uppsala 1959 och filosofie licentiat vid Stockholms universitet 1964. var tidigare verksam vid European Centre for Medium-Range Weather Forecasts (ECMWF) i Reading, från 1976 till 1981 som biträdande chef och forskningschef, och från 1982 till 1990 som chef. Han var professor i dynamisk meteorologi vid Max-Planck-Institut für Meteorologie i Hamburg, och var föreståndare för institutet 1991–2000.  2000 blev han professor vid University of Reading.
Hans forskningsområde innefattar bland annat atmosfärmodellering, och rekryteringen till Max Planck-institutet 1991 var även för att sätta upp en avdelning för teoretisk klimatmodellering.
Bengtsson invaldes 1993 som ledamot av svenska Vetenskapsakademien. År 2007 tilldelades han Rossbypriset och 2009 promoverades han till hedersdoktor vid Uppsala universitet.
Han utkom 2019 med boken Vad händer med klimatet?, som nominerades till Stora fackbokspriset.